# Elaver crinophora
Elaver crinophora är en spindelart som först beskrevs av Pelegrín Franganillo Balboa 1934.  
'Elaver crinophora ingår i släktet Elaver och familjen säckspindlar. Artens utbredningsområde är Kuba. Inga underarter finns listade i Catalogue of Life.